# Mariam Mamadashvili
Mariam Mamadashvili (født 16. november 2005) er en georgisk sanger som repræsenterede Georgien og vandt Junior Eurovision Song Contest 2016 med sangen "Mzeo" som betyder solen på dansk, sangen opnåede 239 point.